# Joseph Karl Stieler
Joseph Karl Stieler (Mainz, 1781. november 1. – München, 1858. április 9.) német festő.

## Életútja
Bécsben Fügernek volt tanítványa és képmásaival csakhamar nagy hírnévre tett szert. Nemcsak Bécsben dolgozott, hanem Magyarországon és Lengyelországban is, később pedig Párizsban, ahol François Gérard befolyása alá került. 1810-ben beutazta Olaszországot, 1812-ben Münchenben telepedett le. 1816-tól 1820-ig Bécsben időzött és ott többek között Ferenc császár és király képmását is elkészítette. 1833-ban feleségül vette Josephine von Miller költőnőt. 1855-ben vonult nyugalomba mint udvari festő, utolsó éveit a tegernseei nyári lakjában töltötte. Portréi közül nevezetesebbek: Goethe, Schelling, Tieck, Humboldt Sándor stb. képmásai.

## Galéria

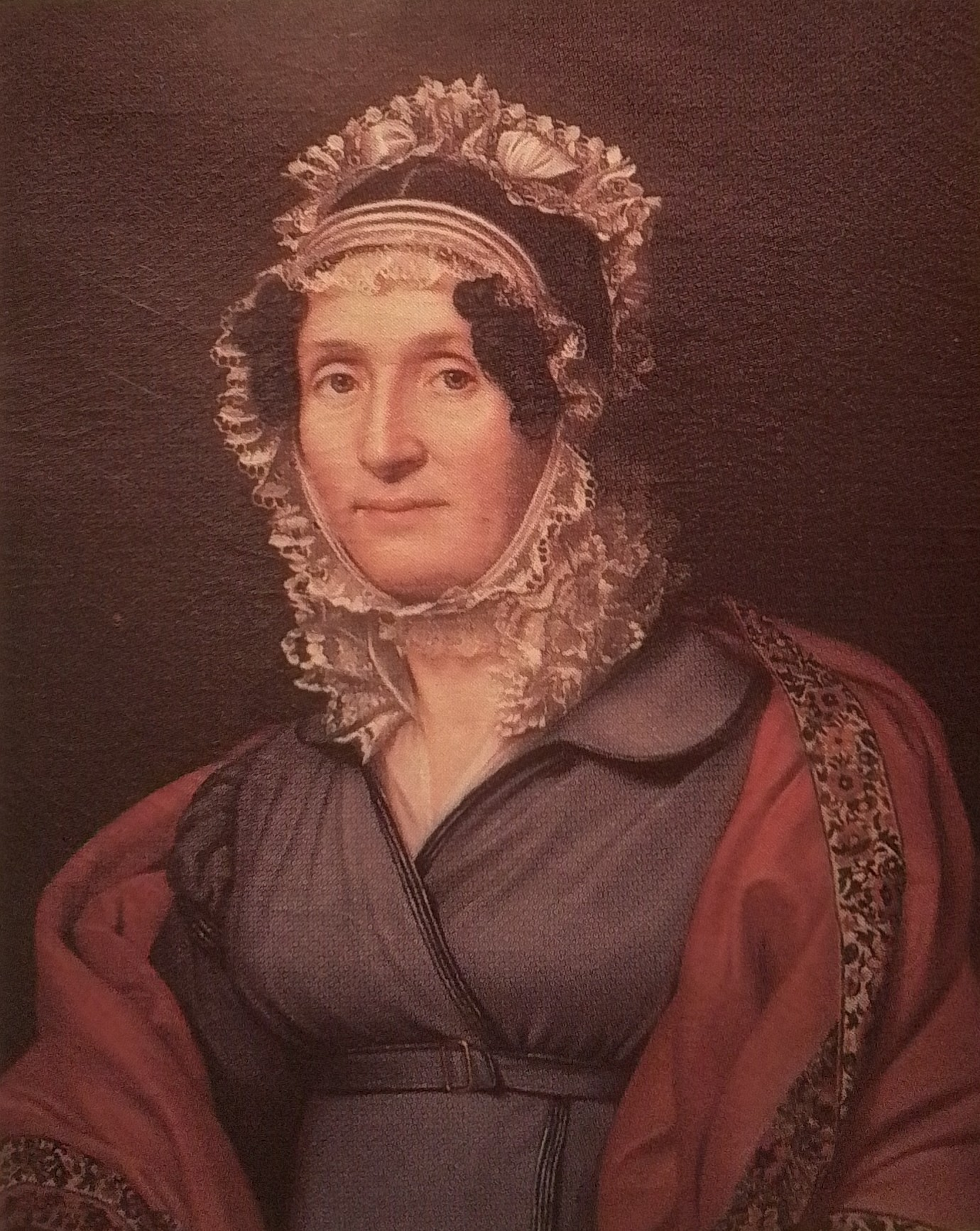
Letizia Ramolino, 1811
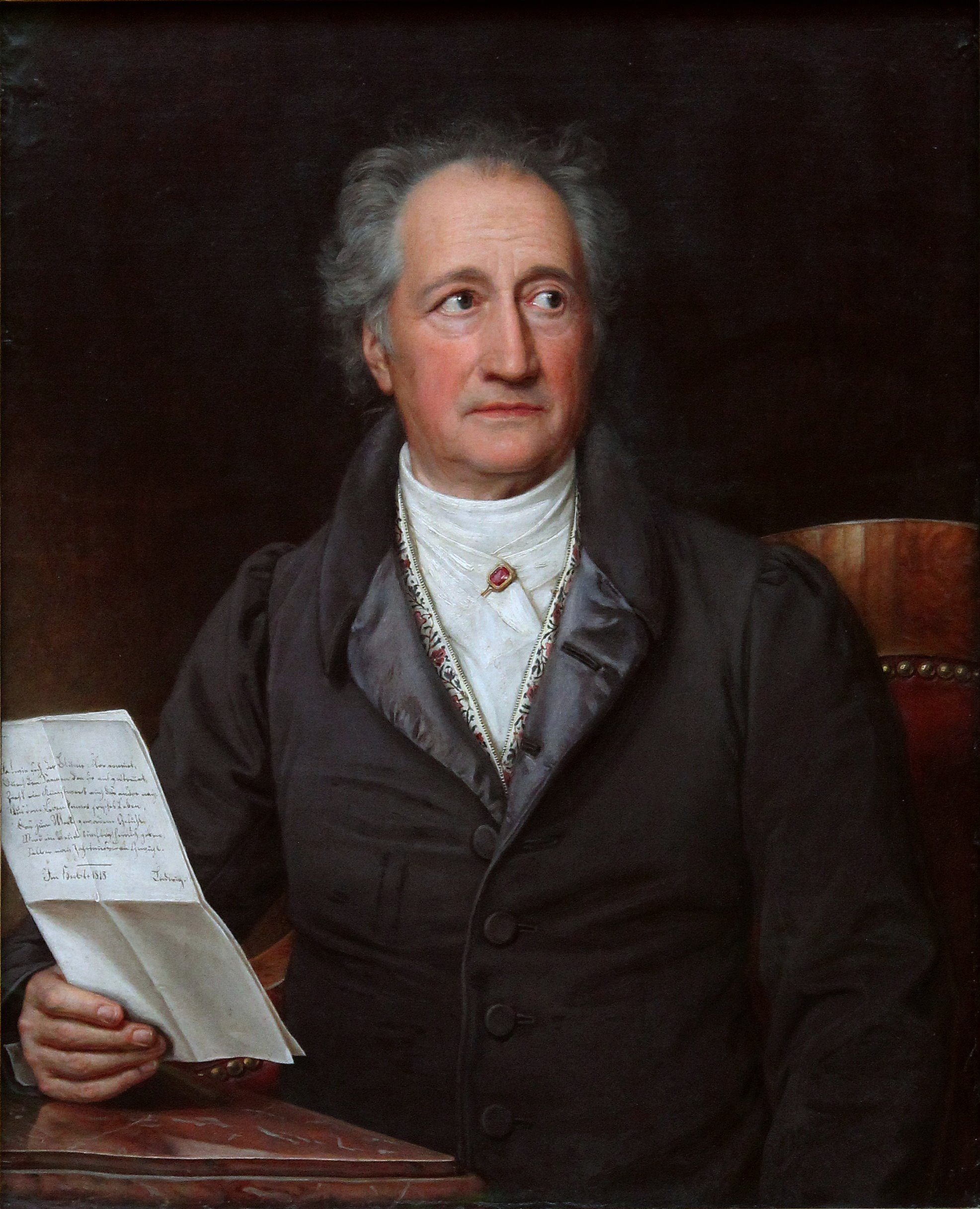
Johann Wolfgang von Goethe, 1828
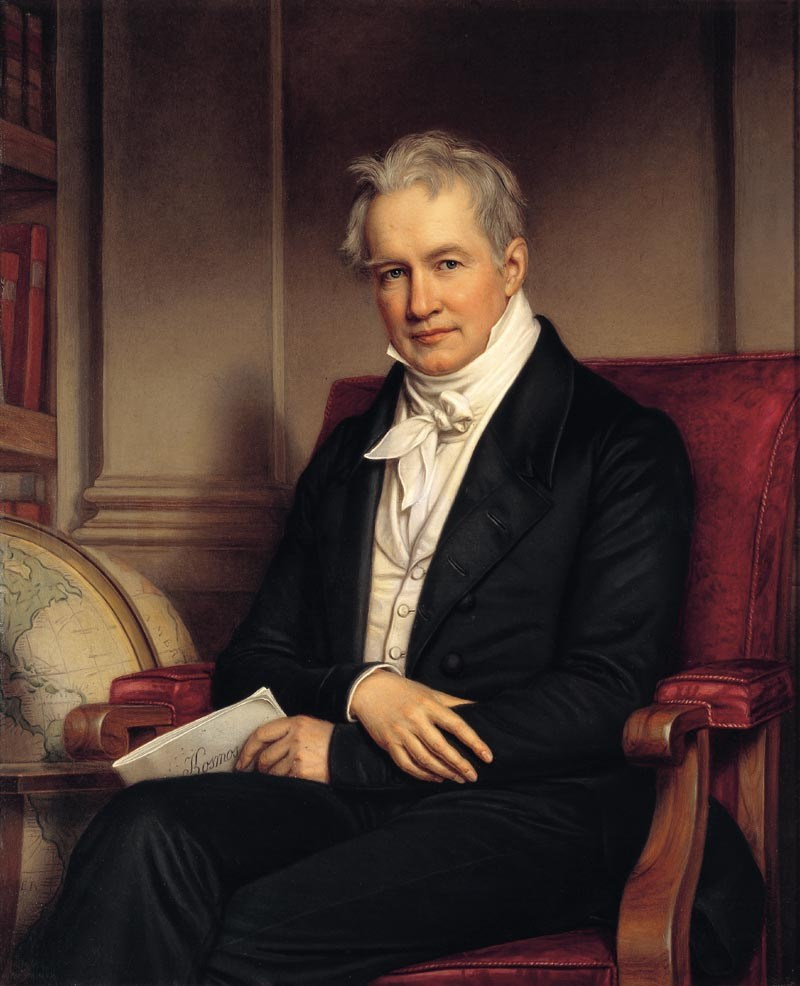
Alexander von Humboldt, 1843
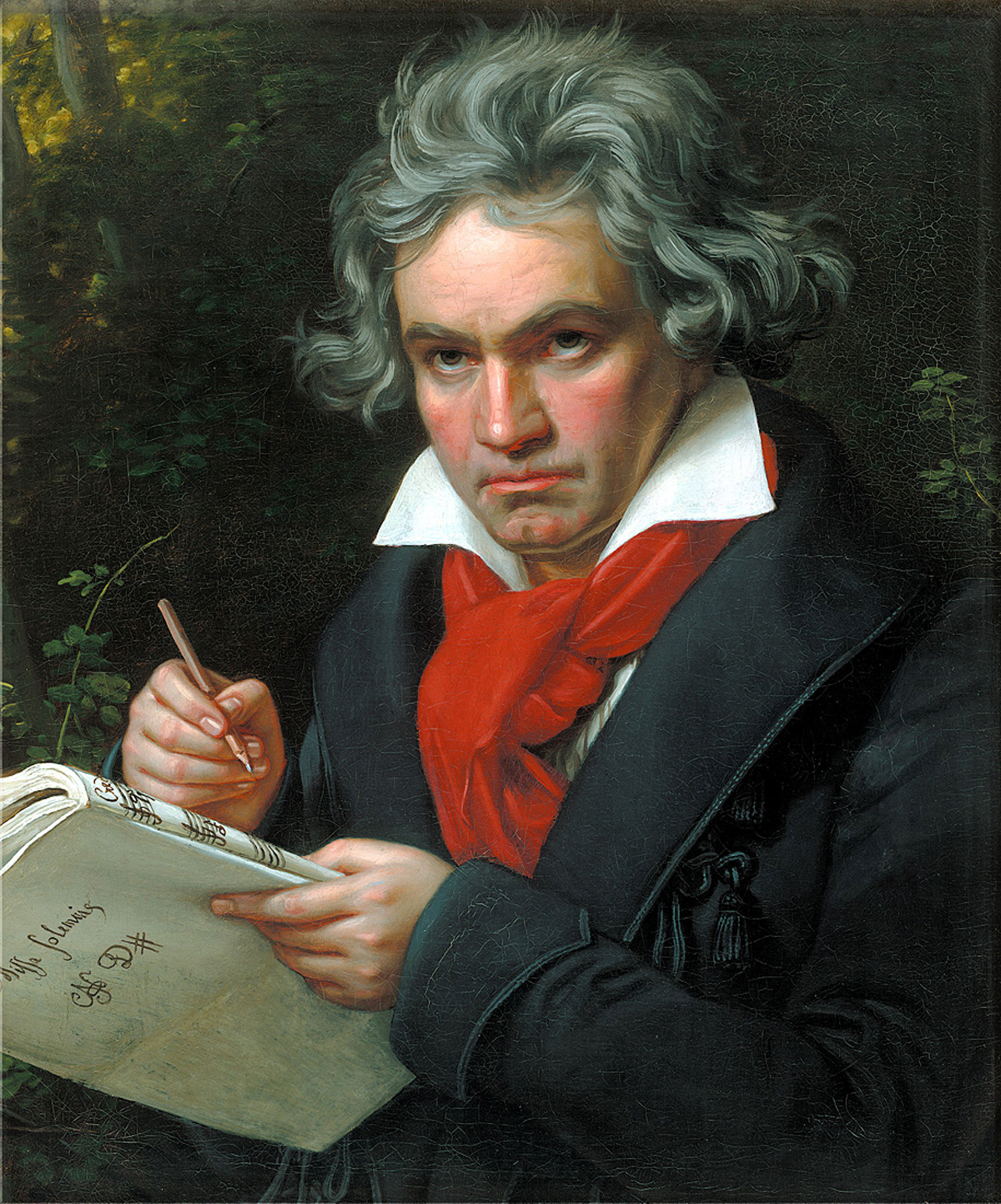
Ludwig van Beethoven
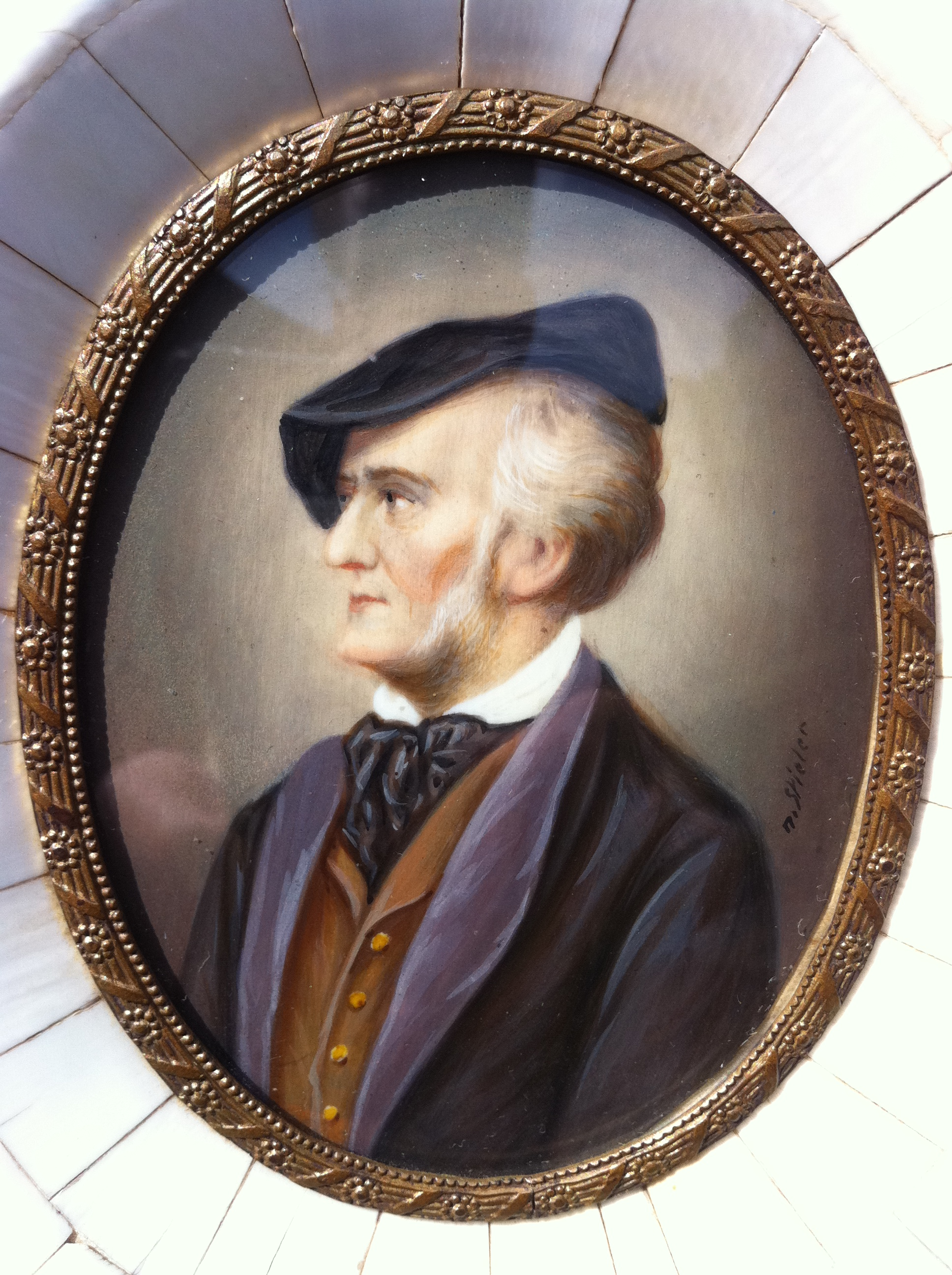
Richard Wagner